# 小弗里德里希·艾伯特
弗里德里希·艾伯特（德語：Friedrich Ebert；1894年9月12日—1979年12月4日）是第9任德国总理兼首任魏玛共和国总统弗里德里希·艾伯特的儿子。1973年，短暂担任德意志民主共和国国务委员会代理主席（东德名义上的国家元首）。
他的父亲弗里德里希·艾伯特是德国社会民主党右派领袖，也强烈反对共产主義，而他却反其道而行之，在后来成为德国共产党成员。